# تحيز الاختيار

التحيز والتباين يساهمان في الخطأ الكلي

تحيز الاختيار هو اختيار الأفراد أو الجماعات أو البيانات لتحليلها بطريقة لا تحقق التوزيع العشوائي الصحيح، وبهذه الطريقة ضمان أن العينة التي تم الحصول عليها لا تمثل السكان المزمع تحليلهم. يشار إليها أحياناً باسم تأثير الاختيار. عبارة تحيز الاختيار غالبا ما تشير إلى تشويه التحليل الإحصائي، الناتج عن طريقة جمع العينات. إذا لم يؤخذ تحيز الاختيار بعين الاعتبار، عندها تصبح بعض استنتاجات الدراسة غير دقيقة. أحد أمثلة تحيز الاختيار هو انحياز استعياني، ويرتبط أيضاً أرتباطاً وثيقاً بالانحياز التأكيدي.

## أنواع
هناك العديد من الأنواع لانحياز الاختيار، نذكر منها:

### الانحياز الاستعياني
الانحياز الاستعياني هو خطأ منهجيّ يحدث نتيجة لعدم اختيار عيّنات الدراسة بشكلٍ عشوائي، وهو ما يجعل من تمثيل بعض الأفراد في الدراسة أقلّ من تمثيل البعض الآخر، وينتج عن ذلك الحصول على عيّنة منحازة تعرّف على أنّها عيّنة إحصائيّة لمجموعة بشريّة ما (أو حتّى لمجموعات غير بشريّة) نصيب الأفراد بالتمثيل فيها غير متساوٍ أو غير موضوعيّ. غالباً ما يتمّ تصنيف هذا النوع من الانحياز على أنّه نوع من انحياز الاختيار، وأحياناً يسمّى بالانحياز في اختيار العيّنة، but some classify it as a separate type of bias. ويصنّفه البعض على أنّه نوع منفصلٍ من الانحياز.
إنّ ما يميّز الانحياز الاستعياني (وإن لم يكن مقبولاً على أنّه نوع منفصل من التحيّز بشكلٍ عام) أنّه يقوّض الصلاحيّة الخارجيّة للاختبار (بمعنى أنّه يقلّل من إمكانيّة تعميم النتائج على بقيّة المجتمعات) بينما يتطرّق تحيّز الاختيار بشكلٍ أساسيّ إلى الصلاحيّة الداخليّة للاختلافات والتشابهات الموجودة في العيّنة المدروسة. ومن هذا المنطلق فإنّ الأخطاء التي تحصل أثناء عمليّة تجميع العيّنات أو مجموعات الدراسة هي التي تتسبّب في الانحياز الاستعياني، وبالمقابل فإنّ حصول تحيّز الاختيار يعتمد على الأخطاء التي تحدث أثناء أي عمليّة تالية لعمليّة تجميع العينّات.
تتضمّن الأمثلة التي توضّح الانحياز الاستعياني أوّلاً انحياز الاختيار الذاتيّ، بمعنى إجراء الدّراسات المسبقة على الخاضعين للتجربة، ثانياً عدم أخذ بعض العيّنات أو الاختبارات التي لم يكتب لها النجاح بالحسبان، وثالثاً انحياز الانتقال الذي يحدث عند استبعاد العيّنات التي انتقلت مؤخّراً إلى داخل دائرة الدراسة أو إلى خارجها.

### الفاصل الزمني
الانتهاء المبكّر من التجربة في الوقت الذي تدعم فيه النتائج النتيجة المرغوبة.
قد يتمّ إنهاء التجربة مبكّراً عند قيمة متطرّفة (لأسباب أخلاقيّة في الغالب)، ولكن من المرجّح أن يتمّ الوصول إلى القيمة المتطرّفة بواسطة المتغير ذي التباين الإحصائيّ الأكبر، حتى لو كان لكل المتغيّرات متوسّط واحد.

### تعرّض
انحياز التأثّر
يحصل انحياز التأثّر السريري عندما يهيّئ أحد الأمراض لمرض آخر، بمعنى أنّ يؤدّي علاج المرض الأوّل خطأً إلى المرض الثاني، عى سبيل المثال: تعطي أعراض ما بعد سنّ اليأس فرصةً أكبر لتطوّر سرطان بطانة الرحم، ولذلك فإنّه من الممكن أن يتحمّل الأستروجين الذي يُفرز في مرحلة ما بعد سنّ اليأس الملامةَ على التسبّب في حدوث سرطان بطانة الرحم.
انحياز أوّلي، ويحدث عندما يكون علاج الأعراض الأوّليّة للمرض أو لأيّ نتيجة له سبباً في حدوث النتيجة. هو انحياز محتمل الحدوث عندما يبدأ العلاج بعد فترة زمنيّة من ظهور أولى أعراض المرض قبل التشخيص الفعليّ له. يمكن التقليل من احتماليّة حدوث هذا الانحياز عن طريق التأخّر، أي إقصاء حالات التعرّض التي تحصل في مرحلة معيّنة قبل تشخيص المرض.
انحياز الإشارة، وهو خليط محتمل الحدوث بين السبب والنتيجة، يحدث عندما يعتمد التعرّض على الإشارة، على سبيل المثال يتمّ إعطاء علاج للأشخاص المعرّضين بشكلٍ كبير لخطر الإصابة بالمرض، وهو ما يحتمل أن يتسبّب في زيادة أعداد الأشخاص المعالجين من المرض مقارنة بأعداد المصابين به. وهو ما قد يتسبّب بظاهرة خاطئة تتجلّى بأن يتسبّب العلاج بظهور المرض.

### بيانات
تجزئة (تقسيم) البيانات مع معرفة محتويات الأقسام، ومن ثم تحليلها باختبارات مصمّمة للأقسام المختارة بطريقة عشوائيّة.
تعديل تحيليات ما بعد الحدث للبيانات المستخلصة بالاعتماد على أسبابٍ اعتباطيّة أو ذاتيّة بما في ذلك:
الالتقاطيّة: اختيار مجموعات فرعيّة محدّدة من البيانات بهدف دعم الاستنتاج (على سبيل المثال ذكر مجموعة من الأمثلة عن تحطّم الطائرة كدليلٍ على أنّ رحلات شركة طيران بعينها غير آمنة، وتجاهل المثال المقابل ذو فرصة الحصول الأكبر الذي يتمثّل بالرّحلات الجوّية العديدة التي تكتمل بأمان. انظر عقلية بحسب الظروف).
رفض البيانات السيّئة بناءً على: 1 أسباب اعتباطيّة، بدلاً من الاعتماد على معايير مذكورة مسبقاً ومتّفق عليها عموماً أو 2 التخلّص من القيم المتطرّفة اعتماداً على أسسٍ فشلت في أن تراعي بيانات مهمّة يمكن استخلاصها من ملاحظات شاذّة.